# 典签
典签，亦称典签帅或签帅、主帅。南北朝时期的刘宋、南齐时置。王府、军府、州郡属官，后为南朝地方行政长官之下典掌机要的官。
典签本为地方州、府行政衙门中处理文书的佐吏，权力不大。南朝宋将军、诸州刺史和诸王出镇，在府内置典签。如抚军典签、领军典签、晋熙王府典签、江州典签、定州刺史典签、前军典签，通称典签。南朝宋初始用士人，呈事传教，类似汉代的主簿，为刺史亲近之职，原为刺史自辟的属吏。诸王大多位处方面重任，并配置长史、典签等僚属管理地方军政。诸王往往威胁中央，骨肉相残之事史不绝书。自宋中叶以后，出镇诸王多年龄幼冲，多是十一二岁的皇子，不能真正行使职权，而长史以上均为世族子弟充任，无心吏治。为加强控制，皇帝派寒门出身的亲信出任典签，辅助诸王处理政事，代诸王处理军政事务；对成年诸王，典签则负监管之责，出纳教命。典签监视出任方镇的宗室诸王和各州的刺史，密报方镇行藏。典签品阶虽不高，实权在长史之上，有时亦可带县令。出任者多为寒人，每州、府员数人，奉密旨处置方镇，一年中轮番回京城向皇帝汇报当地情况，成为地方长官升黜的依据。刺史多为其所制名为掌管文书的典签，掌握州镇实权，典签职权遂重，故有“签帅”或典签帅之称，军府诸吏皆仰其鼻息。南齐时典签权任最重，委以方面之权任，得以制约诸王言动。齐明帝免其奏报之制，典签职权渐轻。南朝梁中期以后渐废。
北朝北齐诸州也设典签，上州从八品、中州九品、下州从九品。北周国公府、丞相府也设。隋唐时，诸州或诸王府也设典签，为王府的低级官吏，掌传送王命、仅掌文书、宣行教令，权势与南朝大异。隋朝亲王府的典签从八品，上州正九品、中州从九品上、下州从九品；上柱国、嗣王、郡王、柱国府的典签正九品；上大将军、大将军、上开府的典签从九品。唐朝只有亲王府有典签，二人，从八品下。宋朝以后废除。元朝也设典签为奎章阁学士院首领官，二员。明朝初年，王相府典签司简称典签。